# Mokhtar Djaafer
Mokhtar Djaafer, né le 1er avril 1953 à Sétif en Algérie, est un peintre et graveur algérien.

## Biographie
Mokhtar Djaafer fréquente de 1978 à 1982 l'École des beaux-arts d'Alger (Décoration intérieure). De 1979 à 1981 il réalise des  fresques dans différentes villes d’Algérie (Alger, Blida, Bou-Ismael, Berar) puis à partir de 1981 des aménagements d'intérieurs de lieux publics à Alger puis à Paris. Il poursuit ses études de 1982 à 1987 à l'École des arts décoratifs de Paris (Architecture intérieure). En 1984 il commence à pratiquer la gravure sur zinc en utilisant des poudres métalliques, imprimant lui-même ses plaques pour un nombre limité d’épreuves chaque fois unique dans leur coloration. Il réalise en 1986 une fresque pour la Fête de la Paix (Porte Dorée, Paris). Il obtient en 1988 le diplôme de 3e degré de l’École des arts décoratifs de Paris (Mobilier) et aménage en 1993 à Saint-Germain-en-Laye un restaurant pour lequel il crée plusieurs centaines de carreaux originaux de céramique.

## Expositions

### Expositions personnelles
- 1987 : Centre culturel algérien, Paris (texte de Hamid Tibouchi). Galerie PAES, Orléans
- 1988 : F.I.A.P., Paris
- 1989 : Galerie Tête de l’art, Grenoble
- 1990 : Musée Adzak, Paris (textes de Marina Dulbecco et Michel-Georges Bernard)
- 1992 : Association culturelle franco-algérienne, Grenoble
- 1993 : Galerie Tammouz, Bruxelles
- 1996 : Galerie Klaa, Brême
- 1997 : Galerie du Port, La Ciotat

### Expositions collectives
- 1985 : Centre culturel algérien, Paris
- 1986 : Art et Création, F.I.A.P., Paris
- 1987 : CRDP, Orléans. Art et Création ; F.I.A.P., Paris
- 1988 : International Art of Today Exhibition, Budapest ; École des arts décoratifs, Paris (mobilier) ; Habiter 88, La Villette, Paris (mobilier). V.I.A., Paris (mobilier) ; Syndicat du luminaire, Paris (mobilier)
- 1989 : F.G.E., Antony; Salon des réalités nouvelles, Grand Palais, Paris ; FIAC, Grand Palais, Paris (mobilier) ; Château des Blandes, Sassenage (Grenoble)
- 1990 : Galerie Tête de l’art, Grenoble ; A.R.P.A. International, UNESCO, Paris
- 1991 : Musée Adzak, Paris ; Galerie Tête de l’art, Grenoble ; Centre culturel de la Visitation, Périgueux. Osaka Triennale 91, Ōsaka ; Djaafer, Slatni, Tibouchi, Journée Portes ouvertes, Antony
- 1993 : Empreintes d’espoir, Hommage à Tahar Djaout, Espace Liberté, Crest
- 1995 : Éclats de culture algérienne, Centre européen de poésie, Avignon
- 1998 : Reg’Art d’Algérie et de France, Maison de la danse, Lyon
- 2003 : 6e Triennale mondiale de l’estampe, Chamalières  (texte de Michel-Georges Bernard)

## Témoignage
« Je travaille de la même manière ma peinture, où j’utilise aussi le papier, les colles, les enduits. Gravure et peinture sont pour moi une même expérience, il y a jonction entre les deux. La différence c’est que le travail est direct en peinture, inversé en gravure. C’est comme si j’encrais, dans ma peinture, la matière d’une plaque. Et réciproquement les plaques de mes gravures une fois encrées pour l’impression sont comme des peintures. La démarche est la même. Et comme en gravure je ne reproduis pas mécaniquement des épreuves identiques, comme je tire mes gravures à quelques exemplaires seulement, tous différents, elles sont des épreuves à chaque fois uniques, comme des peintures. À mesure je les transforme. À l’encrage je peux densifier la matière ou l’alléger, passer d’un tirage fort, sombre, à un tirage plus aéré. Je peux aussi réutiliser, retravailler mes plaques. Je veux toujours la gravure vivante… » 
Mokhtar Djaafer, Je veux toujours la gravure vivante…, entretien, dans Algérie Littérature/Action no 12-13, Paris, octobre 1997 (p. 242).

## Analyse
« Comme de nombreux plasticiens maghrébins (citons le Marocain Cherkaoui et le groupe algérien Aouchem), Mokhtar Djaafer s’intéressera à certains signes du terroir et du patrimoine (calligraphie arabe, motifs berbères). Un désir de se “ressourcer”, de récupérer sa mémoire et sa culture, a en effet poussé beaucoup de peintres à se réapproprier certaines formes graphiques originelles. Cette intrusion du signe identitaire dans la dynamique de la toile a été illustrée avec des bonheurs divers, selon que prévaut l’obéissance passive ou l’élan de l’imagination qui n’hésite pas à bousculer les repères. Mokhtar Djaafer, par exemple, ne se préoccupe pas vraiment d’affirmer une identité (...) Ce qui l’intéresse, c’est le mouvement et la sensibilité d’une écriture, les potentialités graphiques d’un alphabet. D’ailleurs, cette dimension “sémiotique” est assez furtive dans son travail. Elle a à peu près la même fonction et le même statut que le dessin qui intervient non pas comme une figuration, une finalité en soi mais juste pour tester les possibilités et les nuances des matériaux, pour donner une expression humaine aux matières accidentées, pour confronter les yeux cousus, les bouches grillagées aux couleurs déteintes, à la placidité séculaire des parchemins vieillissants, ou du papyrus où le temps a biffé la moindre trace du cri et de la violence. »
Tahar Djaout, Que reste-t-il après le cri? Gravures de Mokhtar Djaafer, dans Actualité de l’émigration, Paris, 15 janvier 1987; Alger, Algérie-Actualité, no 1345, 25-31 juillet 1991.
« Djaafer grave et peint comme l’élan minéral et les maturations végétales n’en finissent pas, à la surface des roches et des écorces, aux rives sourdes des salines, d’inscrire la peau bruissante de l’être. Sous la lueur aurorale des genèses qu’il recrée sur ses plaques en maçonnant poudres et sables, son geste rentre, en deçà des silhouettes incertaines des choses, dans le flux secret des failles et ravines en lesquelles la matière innombrable disperse partout autour les écritures diffuses de la présence. Au plus près, sur les plages les plus immobiles de la durée, ce que fait surprendre Djaafer, c’est alors l’affleurement du palimpseste mouvant qui en chaque instant compose et recompose indéfiniment le monde. »
Michel-Georges Bernard, dans 6e Triennale mondiale de l’estampe, Chamalières, 2003